# Бонгарц, Ханс
Ханс Бонгарц (англ. Hans Bongartz; 3 октября 1951, Бонн) — немецкий футболист, игравший на позиции полузащитника, тренер.

## Карьера
Бонгарц начал свою профессиональную карьеру в клубе «Ваттеншайд 09» (Бонн), где играл на позиции центрального полузащитника. В 1974 году он перешёл в «Шальке 04», за который провёл 4 сезона, сыграл 131 матч и забил 24 гола. Свою карьеру футболиста Бонгарц завершил в «Кайзерслаутерне», за который выступал в 1978—1984 годах. За этот клуб он сыграл 167 матчей и забил 15 голов. Всего в бундеслиге Бонгарц сыграл 298 матчей, в которых забил 39 голов.
Бонгарц сыграл 4 матча за сборную Германии, в составе которой стал серебряным призёром чемпионата Европы 1976 года.

## Тренерская карьера
После окончания карьеры футболиста Бонгарц продолжил свою карьеру тренером «Кайзерслаутерна», в котором работал в 1985-87 годах. Его лучшим результатом в качестве тренера было седьмое место в 1987 году. Он также тренировал клубы «Цюрих», «Ваттеншайд 09», «Дуйсбург» и «Боруссия (М)».

## Достижения
- Финалист Чемпионата Европы: 1976
- Серебряный призёр чемпионата Германии: 1977
- Бронзовый призёр чемпионата Германии: 1979, 1980
- Финалист кубка Германии: 1981